# Nati nel 1965/Febbraio
| Questa pagina contiene informazioni ricavate automaticamente dalle voci biografiche con l'ausilio del template Bio e di un bot. L'aggiornamento è periodico e automatico e ricostruisce completamente la pagina. Se manca una persona in questa lista, sei pregato di non aggiungerla, ma accertati piuttosto che la sua voce biografica contenga il template Bio e che i dati anagrafici siano correttamente compilati. Se il template Bio manca, inseriscilo tu stesso o, in alternativa, metti l'avviso {{tmp\|Bio}} che ne segnala la mancanza. Se i dati riportati sono sbagliati, correggi direttamente la voce biografica; le modifiche saranno visibili in questa lista entro pochi giorni. Per chiarimenti vedi il progetto biografie. La lista contiene solo le 293 persone che sono citate nell'enciclopedia e per le quali è stato implementato correttamente il template Bio. Pagina aggiornata al 18 ago 2025. |

- 1º febbraio - Mohammed Achik, ex pugile marocchino
- 1º febbraio - Roberta Angelilli, politica italiana
- 1º febbraio - Abdul Ayoola, attore nigeriano
- 1º febbraio - John Bosman, ex calciatore e allenatore di calcio olandese
- 1º febbraio - Sherilyn Fenn, attrice statunitense
- 1º febbraio - Yunis Hüseynov, ex calciatore sovietico
- 1º febbraio - Brandon Lee, attore e artista marziale statunitense († 1993)
- 1º febbraio - Lee Geum-jin, ex cestista sudcoreana
- 1º febbraio - Kiril Metkov, ex calciatore bulgaro
- 1º febbraio - Bruno Milesi, ex pattinatore di velocità su ghiaccio italiano
- 1º febbraio - Stéphanie di Monaco, principessa monegasca
- 1º febbraio - Monica Vallarin, ex nuotatrice italiana
- 1º febbraio - Louise Welsh, scrittrice e romanziera britannica
- 2 febbraio - Paolo Baldieri, ex calciatore italiano
- 2 febbraio - Kellye Cash, modella statunitense
- 2 febbraio - Cady Huffman, attrice e cantante statunitense
- 2 febbraio - Juan Montiel, ex giocatore di calcio a 5 paraguaiano
- 2 febbraio - Svetlana Nagejkina, ex fondista russa
- 2 febbraio - Enrico Salimbeni, attore italiano
- 3 febbraio - Monica Bonvicini, artista italiana
- 3 febbraio - Alberto Camargo, ex ciclista su strada colombiano
- 3 febbraio - Massimo Cassano, politico italiano
- 3 febbraio - David Graham, ex cestista australiano
- 3 febbraio - Esa Keskinen, ex hockeista su ghiaccio finlandese
- 3 febbraio - Kathleen Kinmont, attrice, regista e direttrice della fotografia statunitense
- 3 febbraio - Terje Langli, ex fondista norvegese
- 3 febbraio - Marjo Matikainen-Kallström, politica e ex fondista finlandese
- 3 febbraio - Billy More, cantante italiano († 2005)
- 3 febbraio - Klaus Sulzenbacher, ex combinatista nordico austriaco
- 3 febbraio - Maura Tierney, attrice statunitense
- 4 febbraio - Klara Angerer, ex fondista italiana
- 4 febbraio - Myrtle Augee, ex pesista britannica
- 4 febbraio - Jerome Brown, giocatore di football americano statunitense († 1992)
- 4 febbraio - Julianne Buescher, attrice e doppiatrice statunitense
- 4 febbraio - Juan Curuchet, ex pistard e ciclista su strada argentino
- 4 febbraio - Movses Hakobyan, generale armeno
- 4 febbraio - Stig Henrik Hoff, attore norvegese
- 4 febbraio - Antonio Lacedelli, ex saltatore con gli sci italiano
- 4 febbraio - John van Loen, ex calciatore olandese
- 5 febbraio - Tarik Benhabiles, allenatore di tennis e ex tennista francese
- 5 febbraio - Marisa Comelli, ex cestista italiana
- 5 febbraio - Alessandro Duran, ex pugile italiano
- 5 febbraio - Lamberto Garzia, poeta italiano
- 5 febbraio - Gheorghe Hagi, allenatore di calcio, dirigente sportivo e ex calciatore rumeno
- 5 febbraio - Anna Lana, doppiatrice, dialoghista e direttrice del doppiaggio italiana
- 5 febbraio - Iain MacLean, ex cestista e allenatore di pallacanestro britannico
- 5 febbraio - Alessandro Maiorino, bassista e compositore italiano
- 5 febbraio - Quique Sánchez Flores, allenatore di calcio e ex calciatore spagnolo
- 5 febbraio - Ralf Scheepers, cantante tedesco
- 5 febbraio - Grethe Svensen, cantante norvegese
- 5 febbraio - Mark Turgeon, ex cestista e allenatore di pallacanestro statunitense
- 5 febbraio - César Vea, attore e produttore cinematografico spagnolo
- 5 febbraio - Andreas Vogler, ex calciatore tedesco
- 6 febbraio - Patrick Aussems, allenatore di calcio e ex calciatore belga
- 6 febbraio - Lyle Ashton Harris, artista statunitense
- 6 febbraio - Piotr Kozłowski, attore, doppiatore e direttore del doppiaggio polacco
- 6 febbraio - Simone Lahbib, attrice britannica
- 6 febbraio - Giuliano Sartoni, karateka e pilota motociclistico italiano
- 6 febbraio - Jan Svěrák, regista ceco
- 7 febbraio - Ignacio Ambríz, allenatore di calcio e ex calciatore messicano
- 7 febbraio - Holger Bauroth, ex fondista tedesco
- 7 febbraio - Toby Bourke, cantante e cantautore irlandese
- 7 febbraio - Andrea Chiurato, ex ciclista su strada italiano
- 7 febbraio - Emanuela Folliero, conduttrice televisiva e ex modella italiana
- 7 febbraio - Jason Gedrick, attore statunitense
- 7 febbraio - Reto Gertschen, allenatore di calcio, dirigente sportivo e ex calciatore svizzero
- 7 febbraio - Andrea Giuffredi, trombettista italiano
- 7 febbraio - Róger Gómez, ex calciatore costaricano
- 7 febbraio - Domenico Gorla, ex velocista italiano
- 7 febbraio - Chris Rock, attore, comico e cabarettista statunitense
- 7 febbraio - Daniel Sangouma, ex velocista francese
- 7 febbraio - Richard Taylor, effettista, truccatore e costumista neozelandese
- 7 febbraio - Iehiro Tokugawa, scrittore e traduttore giapponese
- 8 febbraio - Juan Carlos Babio, ex calciatore venezuelano
- 8 febbraio - Rod Bernstine, ex giocatore di football americano statunitense
- 8 febbraio - Karla Delago, ex sciatrice alpina italiana
- 8 febbraio - Alexander Escobar, allenatore di calcio e ex calciatore colombiano
- 8 febbraio - Mathilda May, attrice francese
- 8 febbraio - Terry McDaniel, ex giocatore di football americano statunitense
- 8 febbraio - Miguel Pardeza, dirigente sportivo e ex calciatore spagnolo
- 8 febbraio - Andrew Sabiston, doppiatore, attore e scrittore canadese
- 8 febbraio - Johan Wallner, allenatore di sci alpino e ex sciatore alpino svedese
- 9 febbraio - Dieter Baumann, ex mezzofondista tedesco
- 9 febbraio - Winston Bennett, allenatore di pallacanestro e ex cestista statunitense
- 9 febbraio - Michael Brandon, ex attore pornografico statunitense
- 9 febbraio - Roberto Favaro, ex rugbista a 15 e allenatore di rugby a 15 italiano
- 9 febbraio - Joe Galea, ex calciatore maltese
- 9 febbraio - Santino Pellegrino, allenatore di hockey su ghiaccio e ex hockeista su ghiaccio canadese
- 9 febbraio - Velimir Perasović, allenatore di pallacanestro e ex cestista croato
- 9 febbraio - Christian Schenk, ex multiplista tedesco
- 9 febbraio - Takahiro Shimada, ex calciatore giapponese
- 9 febbraio - Silvia Sperber, ex tiratrice a segno tedesca
- 9 febbraio - Keith Wickham, doppiatore, comico e sceneggiatore britannico
- 9 febbraio - Omar Yaghi, chimico giordano
- 9 febbraio - Marina Šmonina, ex velocista russa
- 10 febbraio - Bracco Di Graci, cantautore italiano
- 10 febbraio - Valentyna Fedjušyna, ex pesista ucraina
- 10 febbraio - Fabienne Georis, ex cestista belga
- 10 febbraio - Martin Gregory, ex calciatore maltese
- 10 febbraio - Tony Philliskirk, ex calciatore inglese
- 10 febbraio - Dana Winner, cantante belga
- 11 febbraio - Lucia Albano, politica italiana
- 11 febbraio - Chadžimurad Kamalov, giornalista russo († 2011)
- 11 febbraio - Hiroshi Katō, animatore giapponese
- 11 febbraio - Marcelo Milanesio, ex cestista argentino
- 11 febbraio - Roberto Moya, discobolo cubano († 2020)
- 11 febbraio - Michael Mio Nielsen, ex calciatore danese
- 11 febbraio - Mary O'Neill, ex schermitrice statunitense
- 11 febbraio - Maite Pagazaurtundua, politica spagnola
- 11 febbraio - Álvaro Peña, allenatore di calcio e ex calciatore boliviano
- 11 febbraio - Stepan Poltorak, generale e politico ucraino
- 11 febbraio - Eric Rush, ex rugbista a 15 e avvocato neozelandese
- 11 febbraio - Jacopo Schettini Gherardini, economista italiano
- 12 febbraio - Alessandro Bianchi, politico italiano
- 12 febbraio - Christine Elise, attrice statunitense
- 12 febbraio - Brett Kavanaugh, giurista e avvocato statunitense
- 12 febbraio - Nunzio e Paolo, comico italiano
- 12 febbraio - Claudia Riedl, ex sciatrice alpina austriaca
- 12 febbraio - Jokin Uria, ex calciatore spagnolo
- 12 febbraio - Cesilio de los Santos, ex calciatore uruguaiano
- 13 febbraio - Andy Buckley, attore statunitense
- 13 febbraio - Eldece Clarke-Lewis, ex velocista bahamense
- 13 febbraio - Maurizio Colombi, commediografo, attore teatrale e regista teatrale italiano
- 13 febbraio - Sven Demandt, allenatore di calcio e ex calciatore tedesco
- 13 febbraio - Marco Gori, ex calciatore italiano
- 13 febbraio - Kenny Harrison, ex triplista statunitense
- 13 febbraio - Valerij Kirienko, ex biatleta russo
- 13 febbraio - Ida Ladstätter, ex sciatrice alpina austriaca
- 13 febbraio - Peter O'Neill, politico papuano
- 13 febbraio - Dario Oppido, doppiatore e attore italiano
- 13 febbraio - Jurij Savičev, ex calciatore sovietico
- 13 febbraio - Nikolaj Savičev, ex calciatore e allenatore di calcio sovietico
- 13 febbraio - Daniele Sebastiani, dirigente sportivo e imprenditore italiano
- 13 febbraio - Hiro Yūki, doppiatore giapponese
- 14 febbraio - Paolo Benvegnù, cantautore e chitarrista italiano († 2024)
- 14 febbraio - Peter Bonde, allenatore di calcio, ex calciatore e ex giocatore di calcio a 5 danese
- 14 febbraio - Zinzan Brooke, ex rugbista a 15 neozelandese
- 14 febbraio - Warren Ellis, musicista e compositore australiano
- 14 febbraio - Antonio Guzzone, ex cestista italiano
- 14 febbraio - Andreas Stahle, ex canoista tedesco
- 15 febbraio - Gianluca Barbera, scrittore e critico letterario italiano
- 15 febbraio - Nate Blackwell, ex cestista e allenatore di pallacanestro statunitense
- 15 febbraio - Marino Cattedra, ex judoka italiano
- 15 febbraio - Saverio Congedo, politico italiano
- 15 febbraio - Eugenio Eugenio, ex rugbista a 15 e allenatore di rugby a 15 italiano
- 15 febbraio - Badri K'varatskhelia, ex calciatore e allenatore di calcio azero
- 15 febbraio - Anne Meygret, ex schermitrice francese
- 15 febbraio - Ihor Pokyd'ko, ex calciatore sovietico
- 15 febbraio - Gustavo Quinteros, allenatore di calcio e ex calciatore argentino
- 15 febbraio - Kathleen Rice, politica e avvocato statunitense
- 15 febbraio - Dirk Schlächter, polistrumentista tedesco
- 15 febbraio - Allan Scott, pilota motociclistico statunitense
- 15 febbraio - Luigi Simoni, ex calciatore italiano
- 15 febbraio - Sergej Tarasov, ex biatleta russo
- 15 febbraio - Viliam Vidumský, ex calciatore slovacco
- 15 febbraio - Tony White, ex cestista statunitense
- 15 febbraio - Dragoslav Čakić, ex calciatore croato
- 16 febbraio - Adama Barrow, politico gambiano
- 16 febbraio - Jan Peter Bremer, scrittore tedesco
- 16 febbraio - Clifford Charlton, ex giocatore di football americano statunitense
- 16 febbraio - Robert Ėmmijan, ex lunghista sovietico
- 16 febbraio - Roberto Esparza, ex calciatore messicano
- 16 febbraio - Michele Fioroni, manager e ex tennista italiano
- 16 febbraio - Ted Gregory, ex giocatore di football americano statunitense
- 16 febbraio - Barbara Kappel, politica austriaca
- 16 febbraio - Dave Lombardo, batterista statunitense
- 16 febbraio - Alberto Marcheselli, giurista italiano
- 16 febbraio - Pasquale Minuti, allenatore di calcio e ex calciatore italiano
- 16 febbraio - Martin Nessley, ex cestista statunitense
- 16 febbraio - Lucinda Riley, scrittrice e attrice nordirlandese († 2021)
- 16 febbraio - Valérie Trierweiler, giornalista francese
- 16 febbraio - Michael Westphal, tennista tedesco († 1991)
- 17 febbraio - Mahmoud Fawzi Abdel-Latif, ex cestista egiziano
- 17 febbraio - Toshiyuki Arakaki, pilota motociclistico giapponese
- 17 febbraio - Michael Bay, regista, produttore cinematografico e produttore televisivo statunitense
- 17 febbraio - Jonathan Breck, attore statunitense
- 17 febbraio - Rosita Celentano, conduttrice televisiva, conduttrice radiofonica e attrice italiana
- 17 febbraio - Alun Evans, ex calciatore neozelandese
- 17 febbraio - Mitsuru Fukikoshi, attore giapponese
- 17 febbraio - Leonardo Pieraccioni, attore, regista e sceneggiatore italiano
- 17 febbraio - Nazim Süleymanov, allenatore di calcio e ex calciatore sovietico
- 18 febbraio - Cida Borghetti, politica e imprenditrice brasiliana
- 18 febbraio - Dr. Dre, beatmaker, rapper e produttore discografico statunitense
- 18 febbraio - Roberto Drovandi, bassista, compositore e produttore discografico italiano
- 18 febbraio - Henrik Jørgensen, ex calciatore danese
- 18 febbraio - Gianluca Leoni, allenatore di calcio e ex calciatore italiano
- 18 febbraio - Hase Seishū, scrittore giapponese
- 19 febbraio - Alaa el-Din Abdoun, ex cestista egiziano
- 19 febbraio - Jaime Bayly, scrittore e giornalista peruviano
- 19 febbraio - Jon Fishman, batterista statunitense
- 19 febbraio - Thomas Greanias, scrittore statunitense
- 19 febbraio - Rubén Darío Hernández, allenatore di calcio e ex calciatore colombiano
- 19 febbraio - Clark Hunt, imprenditore e dirigente sportivo statunitense
- 19 febbraio - Christian Iansante, doppiatore, direttore del doppiaggio e attore italiano
- 19 febbraio - Andrew Jameson, ex nuotatore britannico
- 19 febbraio - Lionel Newton, attore sudafricano
- 19 febbraio - Kumiko Okamoto, ex tennista giapponese
- 19 febbraio - Antonio Pentangelo, politico italiano
- 19 febbraio - Veronica Pivetti, attrice, doppiatrice e conduttrice televisiva italiana
- 19 febbraio - Maurizio Poggiali, ufficiale italiano († 1997)
- 19 febbraio - Nicola Verlato, pittore, scultore e architetto italiano
- 20 febbraio - Mike Adams, allenatore di calcio e ex calciatore inglese
- 20 febbraio - Michel Ansermet, tiratore a segno svizzero
- 20 febbraio - Ron Eldard, attore statunitense
- 20 febbraio - Thomas Kemmerich, politico tedesco
- 20 febbraio - Simona Loizzo, politica italiana
- 20 febbraio - Federica Moro, attrice e ex modella italiana
- 20 febbraio - Marielle Studer, ex sciatrice alpina svizzera
- 20 febbraio - Roberto Vian, fumettista italiano
- 21 febbraio - Abdul Aminu, ex calciatore nigeriano
- 21 febbraio - Evair, ex calciatore e allenatore di calcio brasiliano
- 21 febbraio - David Frost, barone Frost, diplomatico e politico britannico
- 21 febbraio - Håkan Norebrink, ex pentatleta svedese
- 21 febbraio - Fabio Nunziata, montatore e regista italiano
- 21 febbraio - Argyrīs Papapetrou, ex cestista greco
- 21 febbraio - Jesús Pulido Arriero, vescovo cattolico spagnolo
- 21 febbraio - Tomas Sivertsson, ex pallamanista e allenatore di pallamano svedese
- 22 febbraio - Sooraj Barjatya, regista, sceneggiatore e produttore cinematografico indiano
- 22 febbraio - Valeryj Capkala, politico e diplomatico bielorusso
- 22 febbraio - Chris Dudley, ex cestista statunitense
- 22 febbraio - Alberto Gatti, ex cestista italiano
- 22 febbraio - Steven Hallard, ex arciere britannico
- 22 febbraio - Pat LaFontaine, ex hockeista su ghiaccio statunitense
- 22 febbraio - Claudine Loquen, pittrice francese
- 22 febbraio - Scott Lowell, attore statunitense
- 22 febbraio - Marit Mikkelsplass, ex fondista norvegese
- 22 febbraio - Aljaksandr Papoŭ, ex biatleta bielorusso
- 22 febbraio - Giuseppe Pregnolato, allenatore di calcio e ex calciatore italiano
- 22 febbraio - Roberto Santilli, allenatore di pallavolo italiano
- 22 febbraio - Steve Speirs, attore gallese
- 23 febbraio - Paolo Bacilieri, fumettista e scrittore italiano
- 23 febbraio - Kristin Davis, attrice statunitense
- 23 febbraio - Michael Dell, imprenditore statunitense
- 23 febbraio - Bob Ferguson, politico e avvocato statunitense
- 23 febbraio - John Rose, politico statunitense
- 23 febbraio - Andrzej Saramonowicz, scrittore, giornalista e regista polacco
- 23 febbraio - Vito Schifani, poliziotto italiano († 1992)
- 23 febbraio - Valerij Šmarov, ex calciatore sovietico
- 23 febbraio - Helena Suková, allenatrice di tennis, ex tennista e psicologa ceca
- 23 febbraio - Veronica Webb, supermodella e attrice statunitense
- 24 febbraio - Sanjay Leela Bhansali, regista, produttore cinematografico e sceneggiatore indiano
- 24 febbraio - Dragomir Draganov, chitarrista e compositore bulgaro
- 24 febbraio - Hans-Dieter Flick, allenatore di calcio e ex calciatore tedesco
- 24 febbraio - Alessandro Gassmann, attore e regista italiano
- 24 febbraio - Gabriela González, fisica e astronoma argentina
- 24 febbraio - Paul Gruber, ex giocatore di football americano statunitense
- 24 febbraio - Nitzan Horowitz, politico israeliano
- 24 febbraio - Bright Omokaro, ex calciatore nigeriano
- 24 febbraio - Sylvie Retailleau, fisica, docente e politica francese
- 24 febbraio - Bas Rutten, artista marziale misto, thaiboxer e attore olandese
- 25 febbraio - Brian Baker, chitarrista statunitense
- 25 febbraio - Jean-Luc Fournet, storico, filologo classico e docente francese
- 25 febbraio - Mario Michele Giarrusso, politico e avvocato italiano
- 25 febbraio - Sylvie Guillem, ballerina francese
- 25 febbraio - Anne Preven, cantautrice e produttrice discografica statunitense
- 25 febbraio - Susanna Rahkamo, ex danzatrice su ghiaccio finlandese
- 25 febbraio - Carrot Top, attore e comico statunitense
- 25 febbraio - Sandro Tovalieri, dirigente sportivo, allenatore di calcio e ex calciatore italiano
- 26 febbraio - Kosei Akaishi, ex lottatore giapponese
- 26 febbraio - Alison Armitage, attrice britannica
- 26 febbraio - Hernán Díaz, ex calciatore argentino
- 26 febbraio - Pascal Gaban, pilota di rally belga
- 26 febbraio - Alonzo Highsmith, ex giocatore di football americano, ex pugile e dirigente sportivo statunitense
- 26 febbraio - Kai Lagesen, ex calciatore norvegese
- 26 febbraio - Juan Trigos, compositore e direttore d'orchestra messicano
- 26 febbraio - Liz Williams, scrittrice britannica
- 27 febbraio - Kannikadass William Antony, vescovo cattolico indiano
- 27 febbraio - Sandra Cecchini, ex tennista italiana
- 27 febbraio - Pedro Chaves, ex pilota automobilistico portoghese
- 27 febbraio - Antonella Corazza, ex canottiera italiana
- 27 febbraio - Sandro Danelutti, ex calciatore italiano
- 27 febbraio - Noah Emmerich, attore statunitense
- 27 febbraio - Dan Friedkin, imprenditore e produttore cinematografico statunitense
- 27 febbraio - David Gail, attore statunitense († 2024)
- 27 febbraio - Luca Massaccesi, taekwondoka italiano
- 27 febbraio - Alfredo Peyretti, regista italiano
- 27 febbraio - Oliver Reck, allenatore di calcio e ex calciatore tedesco
- 27 febbraio - Annet Schaap, illustratrice, fumettista e scrittrice olandese
- 27 febbraio - Andrea Schöpp, giocatrice di curling tedesca
- 27 febbraio - Maggie Siu, attrice cinese
- 27 febbraio - Peter Swärdh, allenatore di calcio e ex calciatore svedese
- 27 febbraio - Frank Peter Zimmermann, violinista tedesco
- 28 febbraio - Sebastián Cruzado, ex calciatore spagnolo
- 28 febbraio - Slobodan Drapić, allenatore di calcio e ex calciatore serbo
- 28 febbraio - Duane Ferrell, ex cestista statunitense
- 28 febbraio - Philippe Gaillot, ex calciatore francese
- 28 febbraio - Franco Marchegiani, ex calciatore italiano
- 28 febbraio - Colum McCann, scrittore irlandese
- 28 febbraio - Alessandro Milita, magistrato italiano
- 28 febbraio - Krzysztof Józef Nykiel, vescovo cattolico polacco
- 28 febbraio - Saša Peršon, ex calciatore croato
- 28 febbraio - Norman Smiley, ex wrestler britannico
- 28 febbraio - Monika Wagner, giocatrice di curling tedesca